# Ri Yong-Sam
Ri Yong-Sam, född den 22 augusti 1972, är en nordkoreansk brottare som tog OS-brons i bantamviktsbrottning i fristilsklassen 1996 i Atlanta.